# Fischer Péter (fotóriporter)
Fischer Péter (Budapest, 1929. július – London, 2013. március 18.), művészneve: Peter Fisher. Kádár Flóra színésznő férje, Fischer György zongoraművész és karmester bátyja, valamint Fischer Sándor karmester unokaöccse, Fischer Ádám és Fischer Iván unokatestvére. A zsidó közösség egyik legismertebb fotósa volt.

## Élete

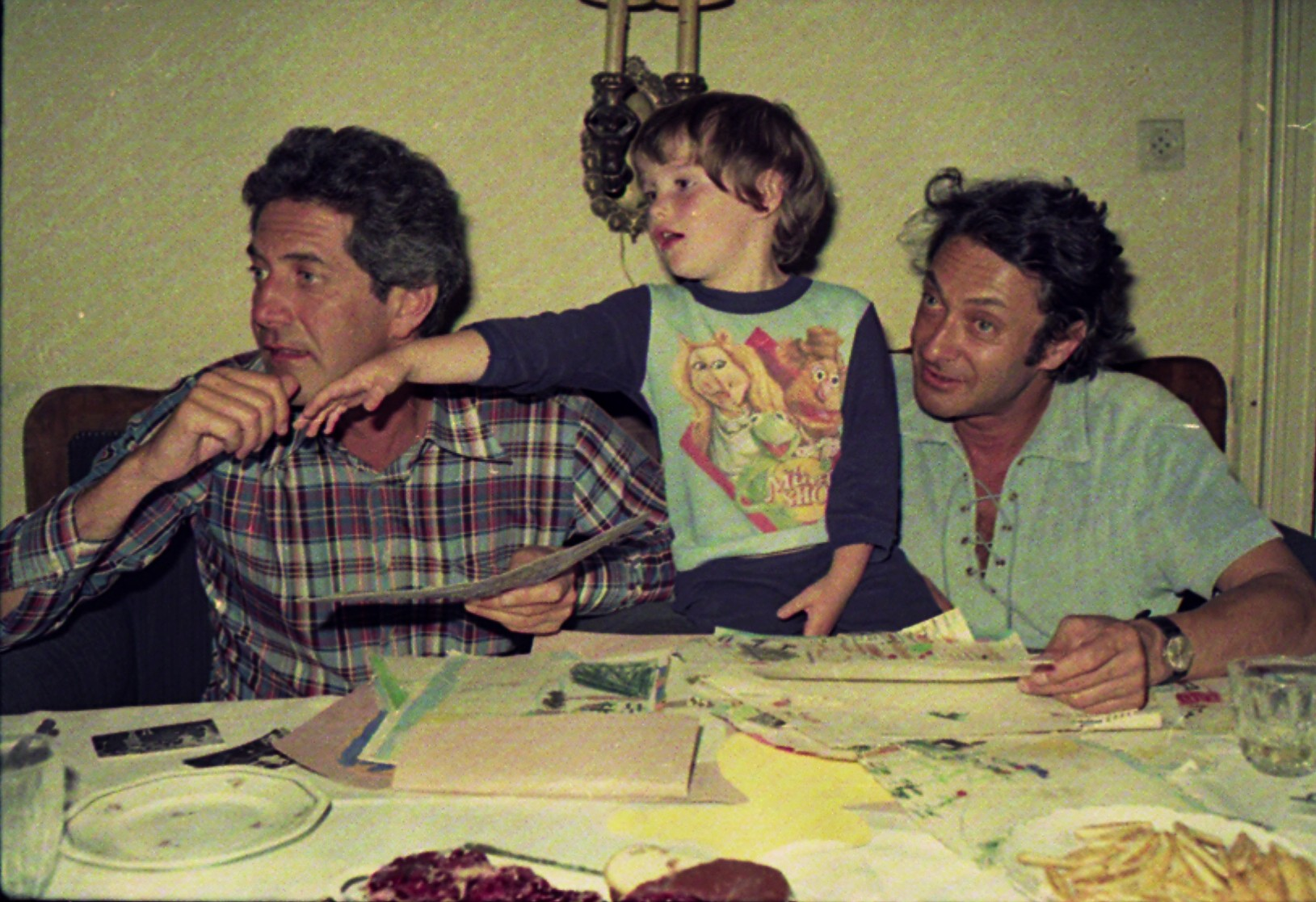
Fischer Péter (jobbra) az öccsével, Fischer Györggyel és az unokahúgukkal magyarországi hazalátogatásuk idején

Édesapja Fischer Pál mérnök, édesanyja Bader Lola, öccse Fischer György zongoraművész és karmester. Fischer Péter nagybátyja volt Fischer Sándor karmester, az unokatestvérei pedig Fischer Ádám és Fischer Iván.
16 éves volt, mikor az édesapja meghalt 1945-ben. Édesanyja újra férjhez ment, második férje Szebényi Andor (1900–1969) volt.

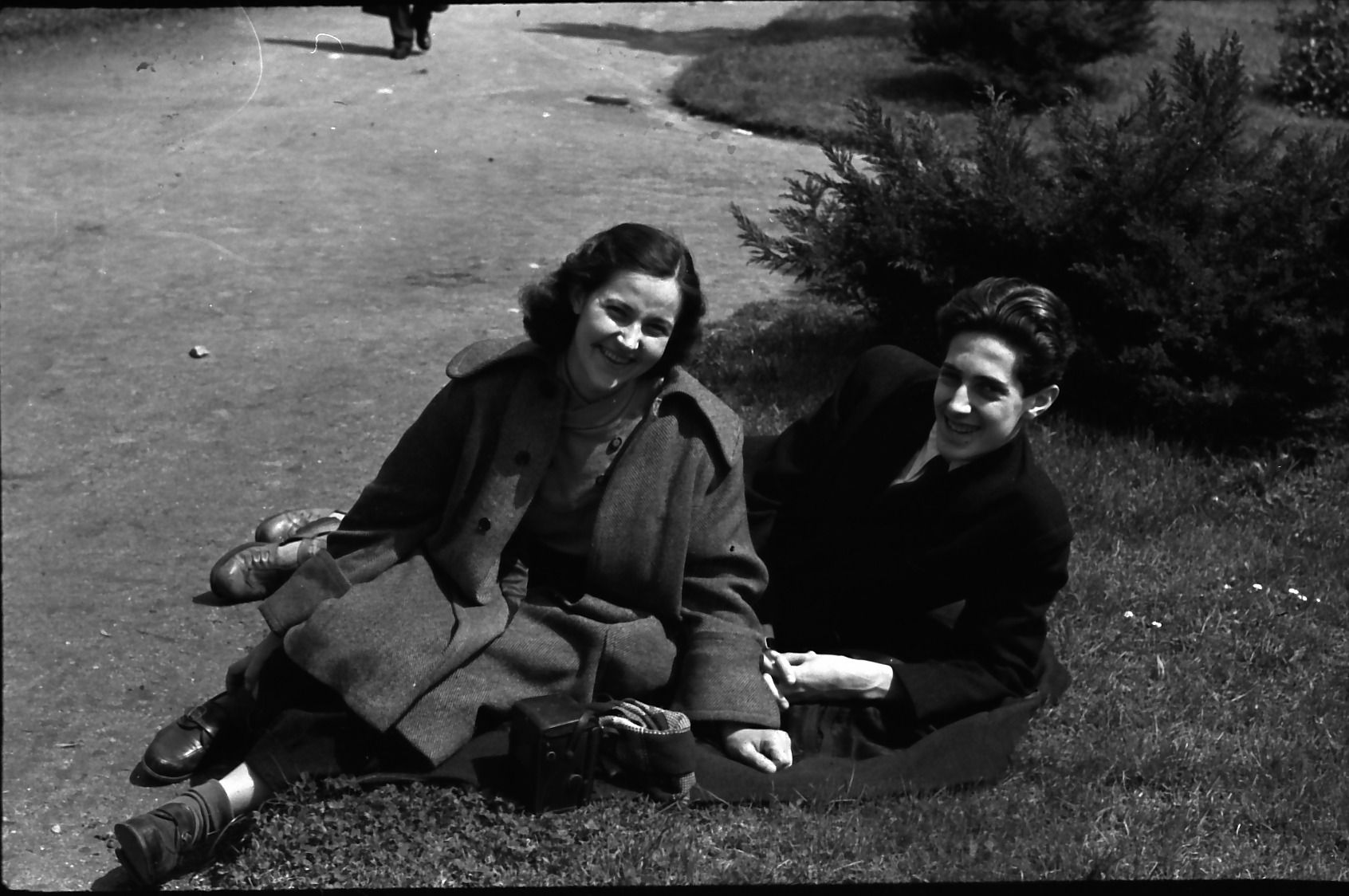
Az első felesége, Kádár Flóra és az öccse, Fischer György

A Színház- és Filmművészeti Főiskolán operatőr szakra járt, ekkor ismerkedett meg a feleségével, Kádár Flóra színésznővel.
Fischer Pétert tévedésből főiskolásként elvitték több éves katonai szolgálatra, mert lemaradt a felmentési listáról. Hallgatóként pedig többek között Garas Dezsővel is forgatott filmet. Kádár Flórával a házasságuk alatt Fischer szülei lakásának a cselédszobájában laktak, az öccse, György pedig ekkor a nagybátyjuknál, Fischer Sándoréknál lakott az unokatestvéreivel, Fischer Ádámmal és Ivánnal.
A házasságukból gyermek nem született. Fischer Péter az 1956-os forradalom leverése után elhagyta az országot, és Londonban telepedett le, ahol mivel nem tudta megszerezni a szakszervezeti tagságot, nem tudott operatőrként elhelyezkedni, ezért fotósként és fotóriporterként dolgozott, és az angolosított Fisher névformát használta. A The Jewish Chronicle fotóriportere volt évtizedekig, és egyik leghíresebb munkája Jayne Mansfield színésznő volt, aki mikor megjelent nála, leállt az utcában a forgalom.  Kádár Flórával a kapcsolatuk válással végződött, és Fischer még kétszer kötött házasságot, második felesége Blandine Costi, a harmadik neje pedig Carol Joernet volt, de egyik házasságából sem született gyermeke.
2013. március 18-án Londonban hunyt el. Öccse, Fischer György Kölnben élt, ahol a kölni opera zenei vezetőjeként ment nyugdíjba.
Kádár Flóra a válásuk ellenére a haláláig viselte hivatalosan a férjezett nevét, a Fischer Péternét, és később is tartották a kapcsolatot, mikor Fischer hazalátogatott Magyarországra.